# Ota, esposa de Arnulfo de Carintia
Ota, también llamada Oda, Uota o Uta (posiblemente Velden, 873/874-30 de noviembre de 903), fue la esposa de Arnulfo de Carintia y, por lo tanto, reina consorte de los francos orientales. Era la madre de Luis IV de Alemania. Por nacimiento era probablemente un miembro de la dinastía Conradina.

## Vida

### Posible ascendencia conradina
Se sabe muy poco de Ota. Posiblemente nació en Velden en 873/4. A menudo se piensa que era la hija de Berengario, conde de Hesse y así un miembro de la dinastía conradina. Esto ha sido cuestionado por Donald Jackman, quien no ha encontrado ninguna evidencia de que Ota fuera miembro de los conradinos.

### Matrimonio con Arnulfo de Carintia
En 888, a la edad de 16 años, Ota se casó con Arnulfo de Carintia, que era rey de Francia Oriental. No hay pruebas de que Ota fuera coronada. Si Ota fuera una conradina, entonces con el matrimonio se pretendía ganar el apoyo de Arnulfo en Baviera y Lorena.
Durante los primeros años de su matrimonio, la pareja no tuvo hijos. Arnulfo entonces pidió en una dieta imperial celebrada en Forcheim que sus dos hijos ilegítimos, Zuentiboldo y Ratoldo, nacidos de diferentes madres, fueran reconocidos como herederos suyos. Aun así en 893 Ota dio a luz al heredero legítimo de Arnulfo, Luis el Niño. No era, como a veces se ha conjeturado, la madre de Glismut, la esposa de Conrado el Mayor: Glismut fue la madre de Conrado I de Alemania, que nació hacia el año 890.
El nombre de Ota aparece en los documentos de su esposo al comienzo y hacia el final de su reinado, cuando intervino en privilegios para la abadía de Kremsmünster, el monasterio de Altötting, el obispado de Worms y la obispado de Freising.

### Acusación de adulterio
El incidente más destacado ocurrió en junio de 899. Según los Anales de Fulda, fue acusada de adulterio: «Luego un escándalo, y peor, un crimen, del que no se había oído hablar durante muchos años, se hizo público sobre la reina Ota; que ella había entregado su cuerpo en una unión perversa y lujuriosa». Ota se vio obligada a defenderse en una asamblea en Ratisbona. La acusación de adulterio contra una reina no era algo tan «insólito» como los Anales de Fulda sugieren: Ricarda, esposa de Carlos el Gordo, había sido acusada de adulterio solo doce años antes. Ota, como Ricarda antes que ella, manifestó su inocencia y «quedó limpio su nombre de la acusación [...] con la ayuda de 72 ayudantes de juramento antes del juicio de los hombres honorables que estaban presentes». Arnulfo ya estaba enfermo cuando se hizo esta acusación. De hecho, puede que la acusación de adulterio se hiciera porque Arnulfo estaba enfermo.

### Declive y muerte
Arnulfo murió a finales de 899. El hijo de Ota, Luis (de seis años), se convirtió en rey al morir su padre, pero Ota no participó en la regencia. Luis fue colocado bajo la tutela de Hatto I, arzobispo de Maguncia, el obispo Adalbero de Augsburgo y otros nobles. Ota desapareció de la historia; se habla de ella como muerta en 903, y se cree que se retiró a las tierras de su familia. Legó sus propiedades a la iglesia.
Ota fue enterrada en la abadía de San Emerano en Ratisbona.